# Berliner Wasserkunst

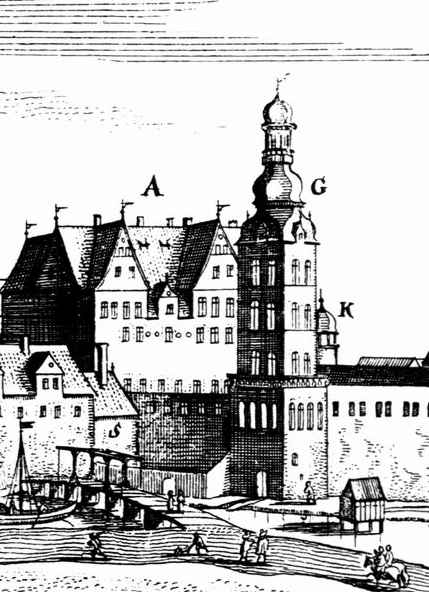
Der alte Wachtturm (G) an der Nordwestecke der kurfürstlichen Residenz in Berlin diente als Wasserturm und beherbergte gleichzeitig die Münzanstalt. Detail aus der Berlin-Ansicht von Matthäus Merian von 1652.

Die Berliner Wasserkunst war eine Anlage zur Wasserversorgung in Berlin, als Wasserkunst bestehend aus einem Pumpwerk mit Wasserbehälter auf einem Turm sowie einem hölzernen Röhrensystem. Sie wurde im Jahr 1572 von Johann von Blankenfelde im Auftrag von Kurfürst Johann Georg entworfen und gebaut. 1706 stürzte der Wasserturm als letzter bis dahin noch vorhandener Teil der Anlage ein. Die Anlage stand neben dem Berliner Schloss.

## Planung
Die Berliner Wasserkunst war eine der frühesten Planungen des 1571 durch den Tod seines Vaters, Kurfürst Joachim II., an die Macht gekommenen Kurfürsten Johann Georg. Er war bereits vor seinem Amtsantritt ein großer Freund von Wasserspielen und Gartengestaltungen und soll wahrscheinlich auch zu dieser Zeit die ersten Pläne zur Gestaltung des späteren Lustgartens entwickelt haben. Da ihm sein Vater jedoch 4,7 Millionen Taler Schulden hinterlassen hatte, konnte er seine Pläne erst einmal nicht ausführen. Um die Schulden zu tilgen, entwickelte Johann Georg mehrere Ideen, darunter eine, mit der er die Bürgerschaft Berlins mithilfe einer Wasserkunst mit Wasser versorgen wollte. Inwiefern dies zugleich die Voraussetzungen für eine Betreibung von Wasserspielen im späteren Lustgarten bieten sollte, ist unklar, es wird allerdings davon ausgegangen, dass dieser Gedanke eine Rolle spielte.

## Bau der Wasserkunst
Mit dem Bau der Anlage wurde der Berliner Ratsherr und Bürgermeister Johann von Blankenfelde beauftragt. Dabei wurde erst ein unterirdisches, relativ flach verlegtes Röhrennetz aus ausgehöhlten Baumstämmen verlegt. An den Wasserentnahmestellen in den Höfen der angeschlossenen Bürger sowie an einigen Straßen wurden Wasserspender mit Hähnen angebracht, die auch für Feuerlöschzwecke genutzt werden sollten.

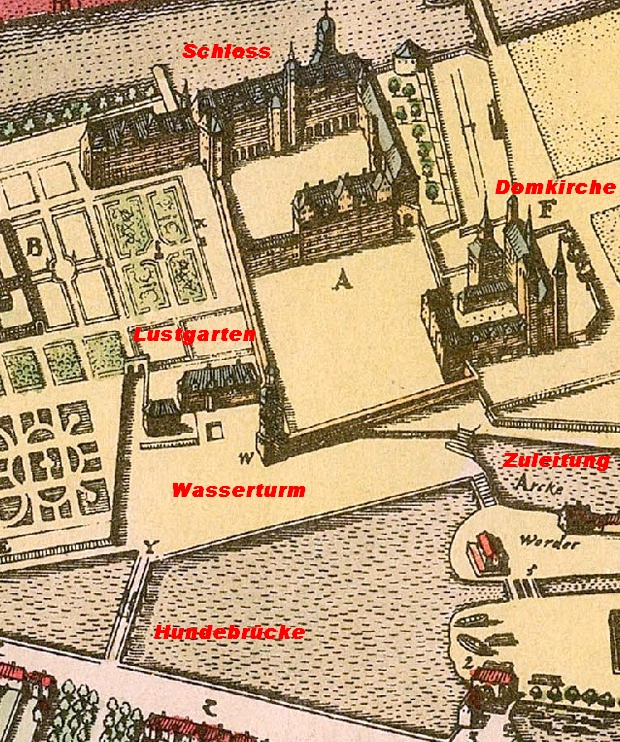
Der Plan von Johann Gregor Memhardt von 1652 zeigt den Turm der Berliner „Wasserkunst“ an der Nordwestecke des Schlossbereichs mit der Wasserzuleitung aus dem „Cöllnischen“ Arm der Spree.

Den Wasserturm bildete ein ehemaliger Wachturm, der an der heutigen Schlossbrücke (früher Hundebrücke) stand. Dieser hatte eine Grundfläche von 13,7 × 14,5 Meter und war 14 Meter hoch. Auf diesen wurde ein dreigeschossiger Aufbau gesetzt mit einer Fläche von 10,4 × 11 Meter und einer Höhe von nochmals 18 Meter (ohne Aufbauten wie Haube, Laterne und Spitze). Damit lag der Wasserbehälter also in etwa 30 Metern Höhe, die für den Druckaufbau genutzt werden konnten. Hochgepumpt wurde das Wasser durch ein Druckwerk, welches von einem an der Ostseite installierten unterschlägigen Wasserrad betrieben wurde. Für das Antriebswasser wurde ein neuer Graben angelegt, der mit einer Stauvorrichtung (Arche) versehen war. Der Graben endete am Turm und wurde wahrscheinlich in die Spree wieder abgeleitet. Der Wasserbehälter hatte wahrscheinlich ein Füllvolumen von etwa 50 Kubikmetern.
Ende 1572 war die Anlage betriebsbereit und wurde am 16. Dezember des Jahres mit einem Vertrag zum Unterhalt und der Finanzierung der Anlage in Betrieb genommen. Für jeden Anschluss an die Anlage sollten von der Stadt 20 Taler bezahlt werden, zusätzlich 10 Taler pro Jahr für die Unterhaltung der Anlage. Zur Pflege wurde ein Kunstmeister mit einer Jahresbesoldung von 27 Talern sowie freier Wohnung eingestellt. Ebenfalls geregelt wurde eine Bestrafung bei Verstößen gegen die Wasserentnahmeordnung mit 10 Talern Strafgeld beschlossen.

## Der Lustgarten
1573 begann Kurfürst Johann Georg mit dem Bau seines Lustgartens, allerdings sind für diesen Garten keine Wasserspiele dokumentiert. Geleitet wurde dieser Garten von Desiderius Corbinianus,

„um mit zwei Knechten und zwei Mägden unsere Gärten zu verwalten und einen newen Lustgarten … zu erbauen und zuzurichten.“

Wahrscheinlich wurden nach einem Jahr wenige kleinere Springbrunnen betrieben, die ihr Wasser von der Wasserkunst erhielten.

## Der Verfall der Anlage
Bereits 1579 kam es zu ersten Kritiken an dem System. Bis zu diesem Zeitpunkt hatte die Anlage wahrscheinlich sehr gut funktioniert, in diesem Jahr drohte der Kurfürst jedoch der Stadt mit einem Bußgeld in Höhe von 200 Talern, womit sie

„an den Gang der Wasserkunst erinnert werden sollte, ihren Gang habe, gebessert und erhalten werde.“

Der Rat stellte am 24. Juli 1579 einen Gegenbericht auf und schrieb, dass sie zwar für das Holz zur Erneuerung der Leitungen sorgen wollten, nicht jedoch für das Bohren aufkommen könnten. Hinzu kamen Einnahmeeinbußen, da viele Bürger bei Vererbung oder Verkauf aus der Wasserversorgung austraten und andere das Geld nicht mehr bezahlen wollten. Wegen hoher Steuern konnten sie nicht einsehen, warum sie für ungereinigtes Flusswasser aus der Leitung zahlen sollten, wenn sie die Möglichkeit hatten, durch einen Brunnen in geringer Tiefe selbst gutes Grundwasser zu finden und zu nutzen.
Der Kurfürst mahnte die Erneuerung 1580 erneut ohne Erfolg an, die Rohre waren zu diesem Zeitpunkt wahrscheinlich bereits so weit verfault, dass sie nicht mehr repariert werden konnten. So vergammelte das Holz weiter und das Röhrenwerk der Wasserkunst war kurze Zeit darauf nicht mehr zu verwenden. Erst 1618 verlangte sein Enkel Johann Sigismund, Kurfürst von 1608 bis 1619, erneut eine Reparatur der Leitungen, damit sie wenigstens für die Feuerlöschung nutzbar wären; auch dieser Aufruf blieb wirkungslos.
Der Turm versorgte aufgrund dieser Situation nur noch die Anlagen des Lustgartens. Für diesen Bereich der Wasserkunst wurden 1632 und 1639 Erneuerungen an der Wasserkunst dokumentiert, ab 1640 wurde der Lustgarten selbst mit weiteren Teichen und Brunnen ausgestattet, unter anderem ab 1647 mit einer liegenden Kolossalfigur, die den römischen Meeresgott Neptun mit einem wasserspeienden Dreizack darstellte.

## Umgestaltung des Wasserturms zum Münzturm

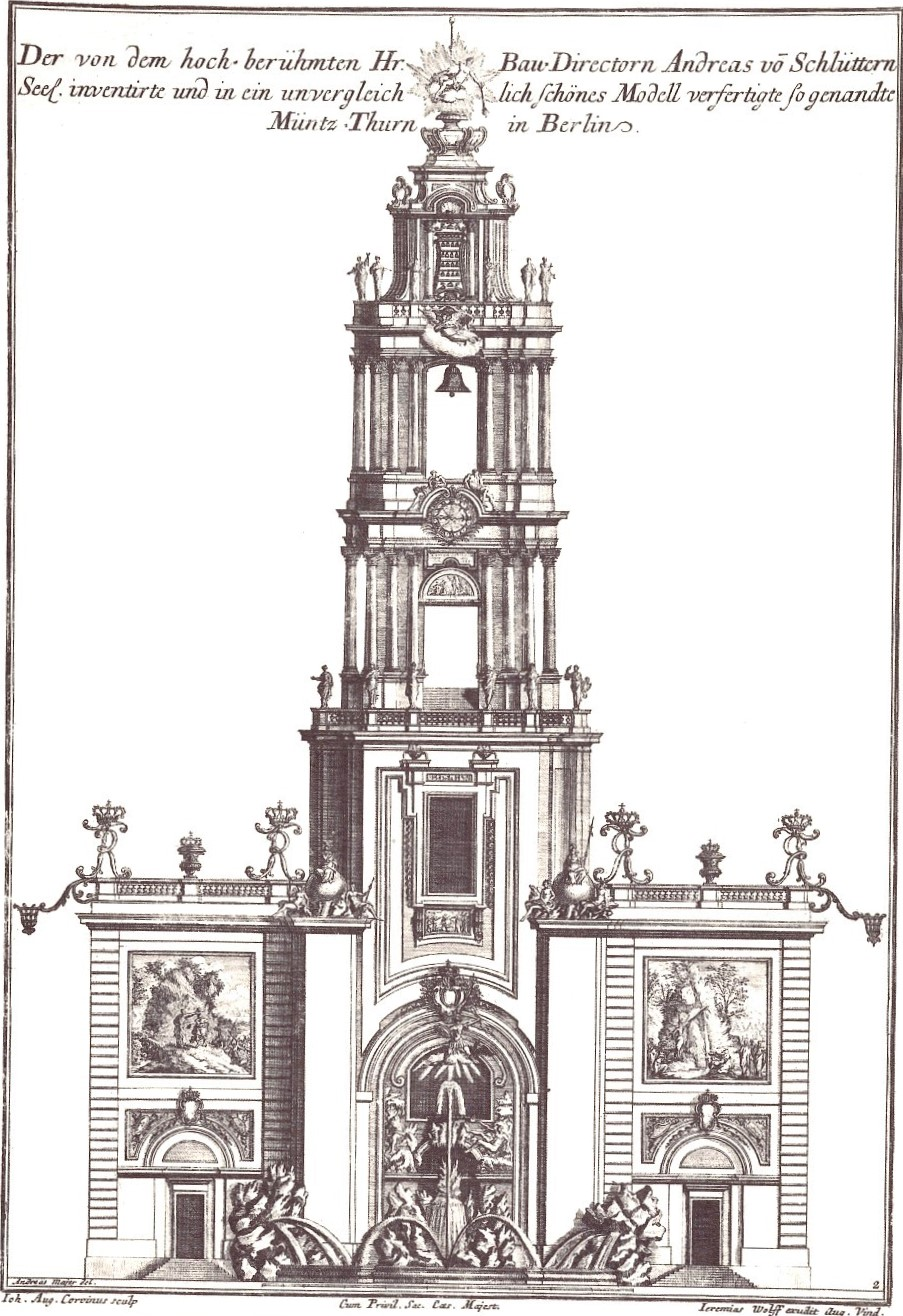
Münzturm, 3. Entwurf von Andreas Schlüter, 1706

Da der Turm der Wasserkunst auch nach dem Zerfall der Wasserleitungen noch voll betriebsfähig war, wurde 1630 die königliche Münzprägeanstalt an und in den Turm verlegt. Das alte Wasserrad war nicht mehr reparaturfähig und konnte die Anlage aus Schneide- und Prägemaschinen nicht mehr betreiben. So wurde an den Wasserturm ein Werkstattgebäude angelegt und die Maschinen stellte man wahrscheinlich in die unbenutzten Räume des Turmes. Der Turm wurde somit zum „Münzturm“, der Wassergraben zum „Münzgraben“.
Als Kurfürst Friedrich III. im Jahr 1701 zum König Friedrich I. in Preußen wurde, ordnete er neben einem Umbau des Berliner Schlosses auch einen Umbau des Münzturmes an. Dieser sollte auf 91 Meter aufgestockt und mit Uhr, Glockenspiel, Geläut sowie einem neuen Wasserbehälter ausgestattet werden. Zu diesem Zweck verlegte man die Münzwerkstätten und verstärkte das Fundament des Turmes. 1704 neigte sich das Gebäude nach Westen und bekam Risse, worauf 1705 diese Seite durch einen 13 Meter hohen Mauerblock abgestützt wurde. Eine weitere Stützung erfolgte 1706 und die Westseite wurde außerdem durch Mauerpfeiler gestützt. Auf einen weiteren Aufbau wurde verzichtet und man einigte sich in einer Kommission auf den Vorschlag des Architekten Andreas Schlüter vom 18. Juli 1706, den Turm auf eine Höhe von 36 Metern abzutragen und als Aussichtsplattform zu nutzen. Noch bevor der König dazu seine Zustimmung geben konnte, war der Turm allerdings eingestürzt. Im gleichen Jahr wurde der nun funktionslose Münzgraben zugeschüttet.